# Desideri Lombarte i Arrufat
Desideri Lombarte (Pena-roja, 7 de febrer de 1937 - Barcelona, 3 d'octubre de 1989) va ser un escriptor i investigador matarranyenc.

## Biografia
Neix el 7 de febrer de 1937 al Mas del Molinar, situat al terme de Pena-roja (comarca del Matarranya), en plena Guerra Civil espanyola. Quan acaba l'escola del seu poble, se n'ha d'anar d'intern a Alcanyís per à estudiar el batxillerat elemental. Després, torna a casa i treballa de pagès en la propietat familiar. Però, són uns anys molt durs per al món agrari i aquesta situació s'agreuja arran de la forta gelada del 1956. L'any següent, a dinou anys, emigra a Barcelona, com tants altres joves de la zona, on restarà a viure mantenint un estret contacte amb el seu poble. Es casa amb Rosalia, de la mateixa població, amb qui té tres filles, i treballa com a delineant. A quaranta-quatre anys, la gravetat del seu estat de salut, amb afeccions renals i cardíaques, i la crisi en el sector de la construcció, l'obliguen a deixar la feina. Davant d'aquests problemes, Desideri hi troba la part positiva: ara pot dedicar-se a la seua gran passió, escriure i investigar. Així, la seua trajectòria com a escriptor es concentra en els deu darrers anys de la seua vida. Una dècada prodigiosa, curta però intensa, durant la qual produeix una extensa i variada obra. El 3 d'octubre de 1989, a cinquanta-tres anys, li arriba la mort quan era en el moment més ric i prolífic de la seva trajectòria literària. L'any 2014 és declarat l'Any Desideri Lombarte per les entitats locals en commemoració dels 25 anys de la seua mort.

## Rellevància
És un dels escriptors contemporanis més importants de la literatura catalana de la Matarranya. Literàriament és un home complet: destaca com a poeta, però també escriu teatre i novel·la, fa treballs de recerca històrica i antropològica, articles d'opinió, a més de nombrosos dibuixos per il·lustrar els seus treballs. Amb un llenguatge popular i aparentment senzill, escriu principalment sobre temes relacionats amb la seva terra natal: les tradicions, el paisatge, la gent, la vila, les llegendes, la història, els sentiments... Un món rural que desapareix i que ell recupera a través del ritme de la paraula, amb una mirada nostàlgica i romàntica, però també reflexiva i de vegades crítica i irònica.
Va ser també un important dinamitzador cultural que va participar en els moviments culturals que emergeixen amb força els anys vuitanta amb la il·lusió de la democràcia. Entre altres coses, va treballar força per la dignificació de la seua llengua al Matarranya i va ser membre fundador i vicepresident de l'Associació Cultural del Matarranya i un dels organitzadors del II Congrés de la Llengua Catalana (1986).
Va publicar en tot tipus d'edicions: revistes culturals, diaris, programes de festes de les poblacions de la comarca, etc. Només va veure dos llibres publicats i la major part de la seua obra ha estat publicada a partir dels anys noranta, després de la seua mort. Va rebre ajuts per a la recerca i la publicació, tant des del govern de l'Aragó com de Catalunya.

## Obra publicada

### Poesia
- Romanços de racó de foc i poemes de vida i mort, Colección Pa de casa, Diputación General de Aragón, Departamento de Cultura y Educación, Saragossa 1987. (pdf)
- Romanços mai contats. Boires i borrims, Gobierno de Aragón. Colección Literaturas de Aragón, Saragossa 1994.(pdf)
- A l'ombra de les roques del Masmut, Ed. Associació de Consells Locals de la Franja, Associació Cultural del Matarranya i Institut d'Estudis del Baix Cinca, Col·lecció Quaderns de la Glera, Calaceit 1991.
- Sentències comentades. Voldria ser, Ed. Associació Cultural del Matarranya, Col·lecció Lo Trull, Calaceit 1993.
- Cartes a la molinera. La bona vida i la mala bava, Ed. Associació Cultural del Matarranya. Col·lecció Lo Trull, Calaceit 1995.
- Miracles de la Mare de Déu de la Font i altres poesies esparses, Ed. Associació Cultural del Matarranya, Calaceit 1999.
- Ataüllar el món des del Molinar, Ed. Associació Cultural del Matarranya, Calaceit 2000. «PDF». Arxivat de l'original el 2013-07-13. [Consulta: 7 febrer 2013].
- Camins trescats. Trenta poemes imprescindibles de Desideri Lombarte, Publicacions URV, Tortosa 2020.
- Desideri Lombarte. Obra poètica completa, Instituto de Estudios Turolenses, Terol 2021.

### Teatre (1983-1985)
- Pena-roja i Vallibona, pobles germans, Colección Pa de casa, Ed. Dirección General de Aragón, Departamento de Cultura i Educación, Saragossa 1987. (pdf)
- Teatre inèdit, Ed. Associació de Consells Locals de la Franja, Associació Cultural del Matarranya, Institut d'Estudis del Baix Cinca i Sisalls Edicions, Col·lecció Quaderns de la Glera, Calaceit 1992.

### Narrativa (1986-1987)
- Memòries d'una desmemoriada mula vella, Sírius edicions, Calaceit 1997.
- A ti no te conozco, Boletín del CESBA (Centro de Estudios Bajo Aragoneses, núm 7), Alcanyís, 1995, p. 199-213
- Les aventures del sastre Roc d'Arça. Instituto de Estudios Turolenses. Terol 2012.

### Recerca (1981-1989)
- Masos del Matarranya i Pena-roja, Treball becat per la Direcció General de Difusió Cultural de la Generalitat de Catalunya (inèdit).
- Firmes de notaris i altres personatges que van viure o van estar a la vila de Pena-roja (inèdit)
- 600 anys de toponímia a la vila de Pena-roja, Ed. Xarxa cultural, Col·lecció Llibres de Ponent III, Calaceit 1990, Recerca becada per la Direcció General de Difusió Cultural de la Generalitat de Catalunya.
- Pena-roja, una vila a la frontera, Ed. Associació Cultural Tastavins, Pena-roja 1999.
- Recerca en Antroponímia publicada al Butlletí Interior de la Societat d'Onomàstica:
  - "Antroponímia pena-rogina Arxivat 2015-09-24 a Wayback Machine.", XXXII (juny 1988), pàg. 15-25. PAL
  - "Pena-roja (Matarranya). Noms de les pena-rogines dels ss. XV, XVI i XVII Arxivat 2015-09-24 a Wayback Machine.", XXXVI (juny 1989), pàg. 73-77. PAL
  - "Implantació de cognoms a la vila de Pena-roja (Matarranya) (S. XIV al S. XX) Arxivat 2015-09-24 a Wayback Machine.", 89 (juny 2002), p. 19-35.
  - "Llistes d'habitants de Pena-roja (1600 a 1700) Arxivat 2015-09-24 a Wayback Machine.", 90 (desembre 2002), p. 11-19.

### Dibuix (1981-1989)
- Històries d'Ilercavons (còmic), Sorolla't, núm 6, març, Calaceit, 1989, p.21-22.
- Pena-roja: cases i carrers, noms i malnoms i Mapa toponímic del terme d'Aiguaviva, Sorolla't, núm 11, desembre, Ed. Associació Cultural del Matarranya, Calaceit, 2000.